# Cala de Roca Bona
La cala de Roca Bona, també coneguda com a cala de la Cadena, és una platja natural inclosa a l'espai d'interès natural (PEIN) de Castell-Cap Roig al terme municipal de Palamós (Baix Empordà). És la continuació de cala d'en Remendon, passat l’escull que les divideix en dos i consisteix en una mitja lluna fins al següent escull de roques, que la separa de la cala del Cap de Planes. Orientada al sud-est, té una longitud de 176 metres i una amplada de 13 metres, formada per sorra gruixuda, grava i còdols. S'hi practica el nudisme. No disposa de cap servei. S'hi accedeix a peu pel camí de ronda, des de la platja de Castell.
Forma part d'un grup de quatre platges: cala Estreta, cala d'en Remendon, cala de Roca Bona i la cala del Cap de Planes, connectades entre elles per roques que sobresurten al mar i que fan d'espigons naturals, afavorint l'acumulació de sorra. A l’última platja, cap de Planes, és on acaba el terme municipal de Palamós. Enfront d'elles, aproximadament a un quilòmetre, hi ha les illes Formigues.